# Bhringi

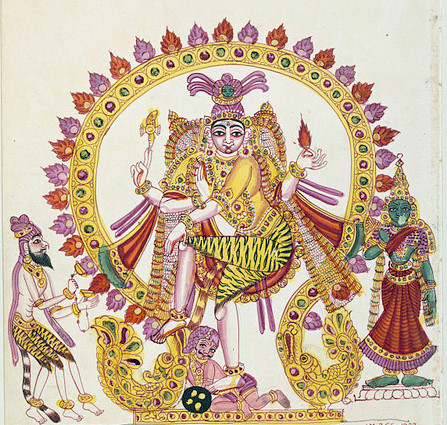
Shiva als kosmischer Tänzer (nataraja) – links von ihm der dreibeinige Asket Bhringi mit langem, teilweise hochgesteckten Haar und – wie Shiva – einem Tigerfell als Lendenschurz, rechts Parvati auf einem Lotospodest

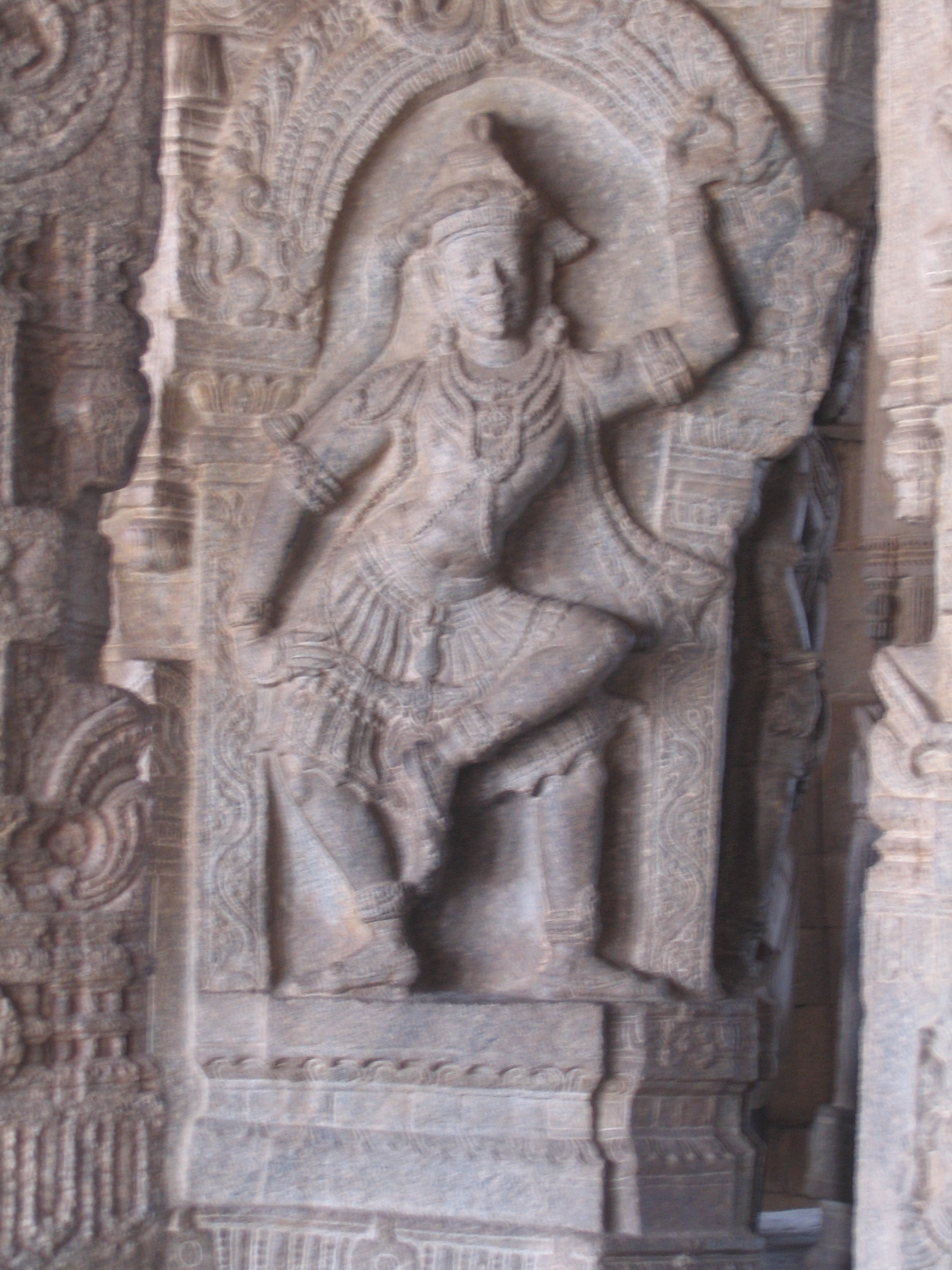
Dreibeinig tanzender Asket Bhringi im Virabhadra-Tempel in Lepakshi, Andhra Pradesh

Gemäß der hinduistischen Überlieferung war Bhringi ein Asket und ergebener Anhänger des Gottes Shiva. Die Legenden und die Darstellungen von Bhringi sind ausschließlich im Süden Indiens populär.

## Legende
Im Vamana Purana wird berichtet, dass Shiva den Dämon (asura) Andhaka nicht getötet habe, sondern ihn über Äonen als seinen Gefangenen in seiner Nähe behielt, bis dieser nur noch ein Sack voller Knochen war. Schließlich erkannte dieser wer er war und wurde unter dem Namen Bhringi zu einem gefolgsamen und loyalen Diener und Verehrer Shivas.
Nach anderen Legenden war Bhringi ein Weiser (rishi), der allein Shiva durch Umkreisen (pradakshina) verehren wollte, nicht aber dessen Gemahlin Parvati. Daraufhin rückte diese immer näher an Shiva heran, woraufhin sich Bhringi zunächst in eine Schlange verwandelte, dann in eine Biene und schließlich in einen Wurm um in der geringsten Lücke zwischen beiden durchzuschlüpfen um sein Vorhaben doch noch verwirklichen zu können. Zum Schluss verwandelten sich Shiva und Parvati in eine unzertrennliche, halb männliche, halb weibliche Form (ardhanarishvara) – Bhringi erkannte seinen Fehler und gab seine bisherige Haltung auf. Da er infolge seiner asketischen Übungen bzw. durch einen Fluch Parvatis ausgezehrt war und kaum noch aufrecht stehen konnte, verlieh Shiva ihm ein drittes Bein.

## Darstellung
In mehreren Darstellungen ist der zum Skelett abgemagerte und meist dreibeinige Bhringi in der Nähe Shivas (und Parvatis) zu sehen – Einzeldarstellungen sind äußerst selten.

## Bedeutung
In Shiva-Tempeln ist eine verehrende Umschreitung (pradakshina) des männlichen Lingam ohne die gleichzeitige Verehrung der weiblichen Yoni ausgeschlossen – beides gehört unauflöslich und untrennbar zusammen. Wer diese Tatsache nicht erkennt oder dagegen aufbegehrt, begeht einen schweren Fehler und macht sich zwangsläufig lächerlich.